# Dschabal az-Zanna

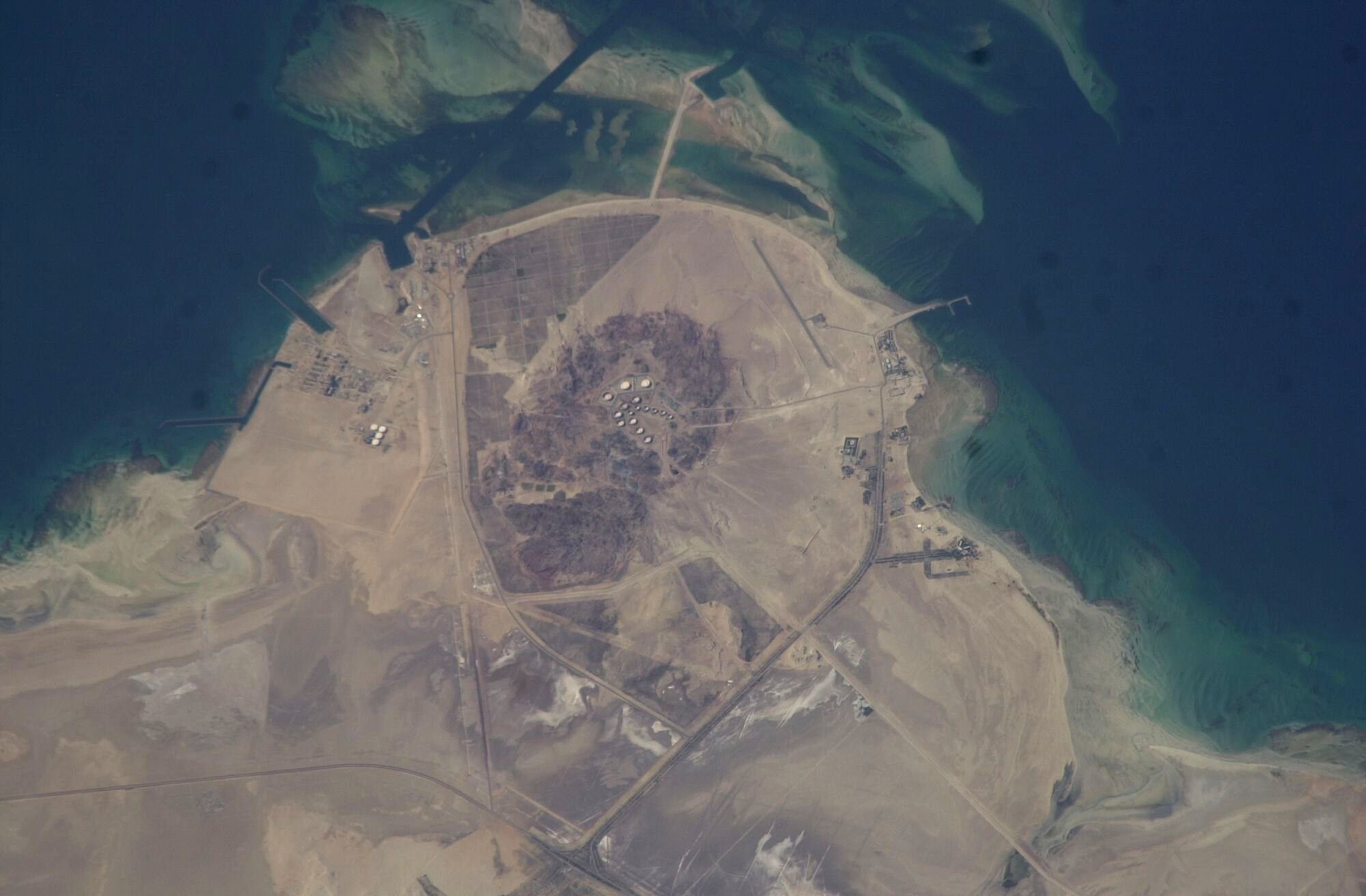
ISS-Foto von Dschabal az-Zanna (April 2003)

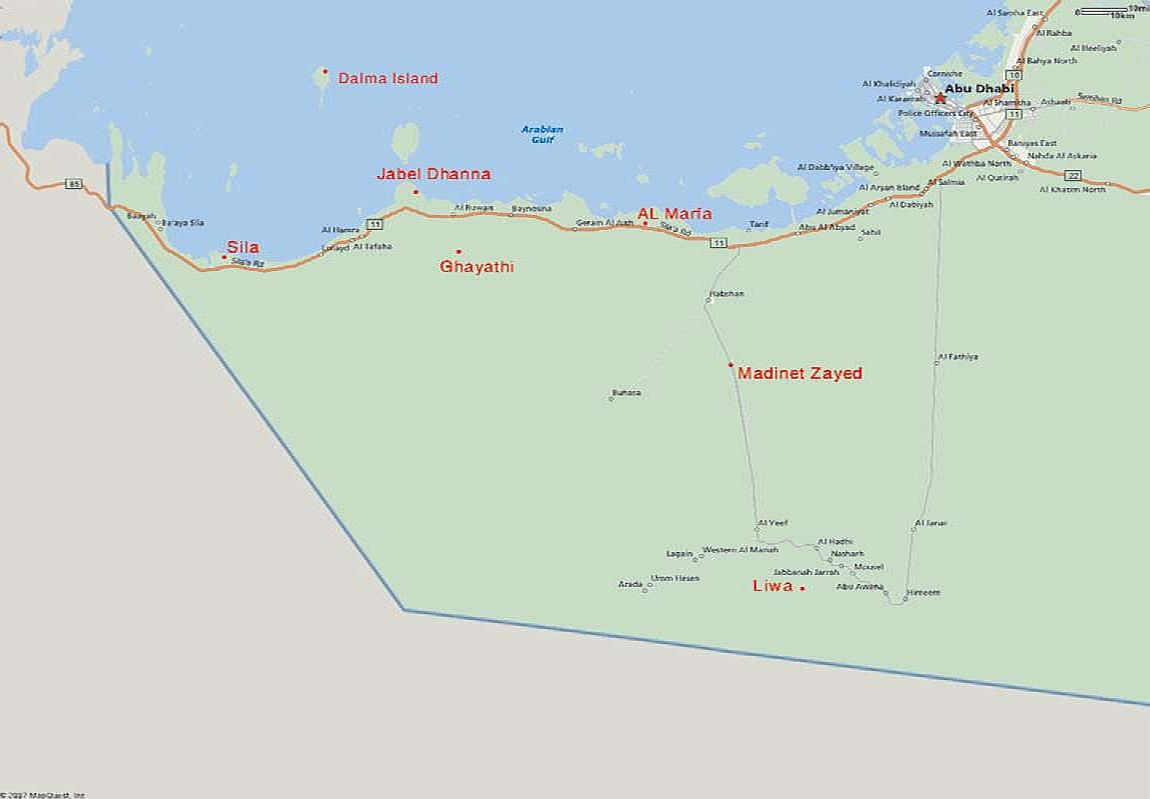
Jabel Dhanna auf der Karte der Western Region des Emirats Abu Dhabi

Die Halbinsel Dschabal az-Zanna (arabisch جبل الظنة, DMG Ǧabal aẓ-Ẓanna, engl. Jebel Dhana) befindet sich im Emirat Abu Dhabi, ca. 270 km westlich der Stadt Abu Dhabi.
Hier befinden sich
- im Osten 20 km nördlich des Siedlungskomplexes Ruwais das in den 1970er Jahren erbaute Dhafra Beach Hotel, was zum Jebel Dhanna Resort erweitert wird, um Anziehungspunkt für Touristen zu werden. Hier sind auch Passierscheine für den Besuch der Privatinsel Sir Bani Yas des verstorbenen Staatsoberhaupts Zayid bin Sultan Al Nahyan erhältlich;
- im westlichen Teil das 1500-MW-GuD-Kraftwerk Shuweihat S1 mit Meerwasserentsalzung aus dem Jahr 2004. 2011 wurde das 1500-MW-GuD-Kraftwerk Shuweihat S2 mit ebenfalls Meerwasserentsalzung fertiggestellt. Das GuD-Kraftwerk Shuweihat S3 sollte 2014 fertig sein;
- im Norden eine ca. 2,4 km lange, militärisch bewachte Start- und Landebahn für Flugzeuge;
- im Zentrum von Hügeln umgebene Tanks für Wasser und Kraftstoffe.

Außerdem wird auf Dschabal az-Zanna Pflanzenaufzucht von Sträuchern betrieben.

## Dalma (Fährhafen)
In unmittelbarer Nähe befindet sich der kleine Fährhafen Dalma, unter anderem mit einer Fährverbindung zur Vulkaninsel Delma, der auch militärisch (von Verbündeten wie der US-Armee) zur Verladung von Fahrzeugen und Gütern benutzt wird. Auf einem Hügel (Höhe 115 m) in der Nähe des Hafens gibt es eine militärische Abhöranlage. 
Dalma ist auch der Name eines der neun Sauergas-Felder der Ghasha-Konzession der staatlichen Abu Dhabi National Oil Company (ADNOC).
Koordinaten: 24° 9′ 49″ N, 52° 35′ 51″ O